# Sphagnum costae
Sphagnum costae là một loài rêu trong họ Sphagnaceae. Loài này được H.A. Crum & Pinheiro da Costa mô tả khoa học đầu tiên năm 1994.